# José de Cañizares
José de Cañizares y Suárez de Toledo, född  den 4 juli 1676 i Madrid, död där den 4 september 1750, var en spansk dramatisk författare.
de Cañizares var den siste och bäste representanten under 1700-talet för den gamla spanska teatern, sin tids älsklingsförfattare, Calderons siste lycklige efterföljare med stark anslutning till Lope de Vega, Tirso, Montalván och Vélez de Guevara. Till ett hundratal uppgår hans teaterstycken, omfattande comedias de magia, comedias de figurón, zarzuelor, historiska skådespel med mera. De främsta är: El Dómine Lucas, Las jóvenes cocineras, Las montañesas en la corte, El picarillo en España, Los hechizos de amor, La ilustre fregona, El sacrifico de Ifigenia, Don Juan de la Espina, El asturiano en la corte y músico por amor, Por acrisolar su honor, competidor, hijo y padre, Abogar por su defensor, Yo me entiendo y Dios me entiende, Telemaco y Calipso, Apolo y Clemene och El honor de entendimiento y el más bobo sabe más. I tryck föreligger endast två delar Comedias samt sju stycken i Rivadeneiras Biblioteca de autores españoles, XLIX och LXVII.